# (38138) 1999 JM56
1999 JM56 (asteroide 38138) é um asteroide da cintura principal. Possui uma excentricidade de 0.17844420 e uma inclinação de 2.41957º.
Este asteroide foi descoberto no dia 10 de maio de 1999 por LINEAR em Socorro.